# Jag dansar en morgon
Jag dansar en morgon är en psalm vars text och musik är skriven av Sydney Carter. Texten översatt till svenska av Ylva Eggehorn och Elisabet Eggehorn.
Musikarrangemanget i Psalmer i 2000-talets koralbok är gjort av Willy Egmose. 

## Publicerad som
- Nr 852 i Psalmer i 2000-talet under rubriken "Jesus Kristus - människors räddning".